# والورده دل فرسنو
والورده دل فرسنو (به اسپانیایی: Valverde del Fresno) یک منطقهٔ مسکونی در اسپانیا است که در استان کاسرس واقع شده‌است. والورده دل فرسنو ۱۹۷ کیلومتر مربع مساحت دارد ۴۶۸ متر بالاتر از سطح دریا واقع شده‌است.